# Edgár skót király
(Bátor) Edgár (skót gaelül: Étgar mac Maíl Choluim), (1074 körül – Edinburgh, 1107. január 8.) skót király 1097-től haláláig.

## Élete
III. Malcolm és Skóciai Szent Margit fiaként született. Nagybátyja, III. Donald elűzése után jutott a trónra. II. Vilmos angol király vazallusaként uralkodott, ugyanakkor a Hebridákat átengedte – a szigetek meghódítására korábban hadjáratot vezető – III. Magnus norvég királynak. Nagylelkű adományokkal igyekezett elhalmozni az egyházat, ezért a korabeli krónikás, Rieveaulx-i Szent Aelred Hitvalló Eduárd angol királyhoz hasonlította érdemeit.
Mivel Edgar nem nősült meg, fiatalon bekövetkezett halála után fivére, I. Sándor követte a trónon.